# Großsteingräber bei Neu Negentin
Die Großsteingräber bei Neu Negentin sind zwei megalithische Grabanlagen der jungsteinzeitlichen Trichterbecherkultur bei Neu Negentin, einem Ortsteil von Dargelin im Landkreis Vorpommern-Greifswald (Mecklenburg-Vorpommern). Grab 1 trägt die Sprockhoff-Nummer 551.

## Lage
Grab 1 befindet sich auf halber Strecke zwischen Neu Negentin und Alt Negentin, etwa 100 m östlich der alten Bahnstrecke und heutigen Straße zwischen beiden Orten auf einem Feld. Grab 2 liegt etwa 750 m nördlich von Grab 1 auch auf dem Feld. Etwa 650 m östlich von Grab 1 liegen die beiden Großsteingräber bei Dargelin und 2,4 km westlich das Großsteingrab Klein Zastrow.

## Beschreibung

### Grab 1
Die Anlage besitzt ein trapezförmiges, ost-westlich orientiertes Hünenbett. Die steinerne Umfassung weist einige Lücken auf, ist aber auf drei Seiten gut rekonstruierbar, lediglich die westliche Schmalseite fehlt komplett. Die Umfassung hat eine Länge von 17 m und eine Breite von 9,5 m im Osten bzw. 6 m im Westen. Die Hügelschüttung ist gut erhalten. Die Grabkammer, bei der es sich um einen Großdolmen handeln dürfte, steht quer zum Bett und ist stark zerstört. Erhalten ist lediglich der nördliche Deckstein von 2,3 m Länge und 1,5 m Breite, unter dem sich vielleicht noch ein Abschlussstein und ein Wandsteinpaar verbergen. Der Rest der Kammer wird nur noch durch eine Mulde angezeigt. Ursprünglich dürfte sie wohl aus drei Jochen bestanden haben. Ihre Maße können auf 4,5 m Länge und 1,7 m Breite geschätzt werden.

### Grab 2
Über Grab 2 liegen keine näheren Angaben vor. Der genaue Grabtyp ist unbekannt.